# Fédération européenne de karaté
Pour les articles homonymes, voir EKF et Eku.

La Fédération européenne de karaté, appelée European Karate Federation ou EKF en anglais, est le principal organisme dirigeant du karaté en Europe, créé en 1963. De 1966 à 1992, elle s'appelait l'Union européenne de karaté (en anglais European Karate Union ou EKU).
Elle organise tous les ans des championnats d'Europe seniors et des juniors et cadets.
Elle est membre de la Fédération mondiale de karaté (WKF). La Fédération européenne de karaté (EKF) est reconnue par cette dernière comme son seul représentant en Europe.

## Historique
Fondée en 1963 grâce à l'impulsion du Français Jacques Delcourt, qui fut son président honoraire, elle est actuellement dirigée par l'Espagnol Antonio Espinós, qui est également le président de la Fédération mondiale de karaté. 
Nommée European Karate Union (EKU) de 1966 à 1992, elle en change en 1993 pour prendre son nom actuel.

## Associations membres
La EKF est composée par les Fédérations Nationales Européennes de Karaté reconnues par la Fédération Mondiale de Karaté. En 2022, elle est composée de 54 membres. 